# Kecamatan Padangulaktanding
Kecamatan Padangulaktanding är ett distrikt i Indonesien.   Det ligger i provinsen Bengkulu, i den västra delen av landet, 500 km nordväst om huvudstaden Jakarta.